# 四氯合铜(II)酸二乙铵
四氯合铜(II)酸二乙铵或二乙胺四氯合铜(II)酸盐是一种配位化合物，化学式为C8H24Cl4Cu，它是一种热致变色的物质。

## 制备
四氯合铜(II)酸二乙铵可由二乙胺盐酸盐和氯化铜在乙醇溶液中制得。
{\displaystyle \mathrm {2[(C_{2}H_{5})_{2}NH_{2}]Cl+CuCl_{2}\cdot 2H_{2}O\longrightarrow [(C_{2}H_{5})_{2}NH_{2}]_{2}CuCl_{4}+2H_{2}O} }
该反应也能固相发生，研磨后于60 °C加热得到产物。